# 埃斯蒂法努加 (佛羅里達州)
埃斯蒂法努加（英語：Estiffanulga）是位於美國佛羅里達州利伯蒂县的一個非建制地區。該地的面積和人口皆未知。

## 地理
埃斯蒂法努加的座標為30°18′30″N 85°01′57″W / 30.30833°N 85.03250°W，而該地的平均海拔高度為17米（即56英尺）。